# 1119年教宗選舉
1119年教宗選舉於1119年1月28日教宗傑拉二世離世後舉行的教宗選舉。選舉選出蓋伊·勃艮第樞機為新教宗，取名為「嘉禮二世」。

## 教宗傑拉二世離世
1119年1月28日，教宗傑拉二世於法國克呂尼修道院離世。按照先前的做法，前任教宗去世的地方會成為各樞機推選新教宗的地方。1月29日，選舉於克呂尼修道院內舉行。

## 樞機選舉人
雖然根據由教宗尼古拉二世於1059年發布的教宗詔書《以上主之名》，主教級樞機是教宗選舉的唯一選舉人，但就如1118年教宗選舉一樣，非主教級樞機亦有於這次選舉擁有投票權及選出新教宗。
當時樞機團共有43位樞機，而由於有很多樞機依然身處羅馬。為了需要盡快選出新教宗，樞機團在只有9位樞機在場的情況下舉行這次選舉。
以下為可能有出席選舉的10位樞機名單:58-59, 61-62：
- 普諾斯的提庫諾（英语：Cuno of Praeneste），主教級樞機及帕萊斯特里羅馬城郊教區領銜主教
- 蘭貝托·斯巴治[a]，主教級樞機、奧斯蒂亞羅馬城郊教區領銜主教（英语：Cardinal-bishop of Ostia）及韋萊特里羅馬城郊教區領銜主教
- 克雷馬的若望（英语：John of Crema），司鐸級樞機及聖基所恭聖殿司鐸
- 圭多·加利，司鐸級樞機及聖巴爾比納堂（英语：Santa Balbina）司鐸
- 聖安那斯的博斯（英语：Boso of Sant'Anastasia），司鐸級樞機及聖亞納大削堂司鐸
- 科拉多德·德·蘇布拉[b]，司鐸級樞機及聖普正珍大殿司鐸
- 額我略·巴巴拉斯基[c]，首席助祭（英语：Protodeacon）、執事級樞機及比斯卡羅的聖安哲羅堂（英语：Sant'Angelo in Pescheria）執事
- 伯多祿·皮埃洛尼（英语：Antipope Anacletus II）[d]，執事級樞機及聖葛斯默和達彌盎聖殿執事
- 科安葛魯·麥高迪尼，執事級樞機、羅馬天主教會總理及卡斯洛的聖尼古拉堂（英语：San Nicola in Carcere）執事
- 羅斯文洛·新塞科里諾，執事級樞機及維拉布洛聖喬治聖殿執事

## 選舉過程
在教宗傑拉二世的安魂彌撒後，出席彌撒的樞機就應於在所有樞機未全部到場的情況下於克呂尼修道院舉行選舉或於全體樞機在場下於羅馬舉行選舉的問題發生爭論。儘管他們最後同意於克呂尼修道院舉行選舉，但是他們會在選舉後向樞機團交代新教宗的名字。:58
雖然現代對當時的選舉情況有很多說法，但是全部說法都指出後來當選教宗的蓋伊·勃艮第樞機和梅爾格爾的龐斯樞機被教宗傑拉二世認為有機會成為他的繼承人。根據歷史學家杰弗羅伊·杜·布雷爾，傑拉二世生前已預料龐斯將會接任教宗，而龐斯是一個作風較溫和的人，對教會敘任權鬥爭問題上會較容易跟其他持分者達成共識。:59。儘管如此，布雷爾和卡理安的伯納德都強調勃艮第樞機最終當選是因為他堅持要跟神聖羅馬帝國皇帝亨利五世及法蘭克尼亞王朝對抗的態度。:59

## 後續
根據《德孔波斯特拉的歷史》一書，當時勃艮第樞機正由他的軍隊陪伴。當他的軍隊知道勃艮第當選教宗後，他的軍隊馬上衝進克呂尼修道院及於這裏強行為他換上教宗的衣服。:64
2月9日，他在法國維埃納被祝聖為羅馬教區主教及加冕。於選舉後他並沒有即時返回羅馬，而是在法國開會及處理其他事務。1120年6月3日，他終於返回羅馬。